# Robert Winterberg
Robert Anton Winterberg (Viena, 27 de febrero de 1884-Töpchin, 22 de junio de 1930) fue un compositor, director de orquesta, pianista y director de teatro austríaco. Es más conocido como compositor de operetas en lengua alemana, la mayoría de las cuales creó durante las décadas de 1910 y 1920. Dos de sus operetas fueron adaptadas al inglés para Broadway: Die Dame in Rot (1911, Viena) como La dama de rojo (1919, Lyric Theatre) y Die schöne Schwedin (1915, Viena) como La chica de Brasil (1916, 44th Street Theatre). Sus operetas de mayor éxito en Europa fueron Die Dame vom Zirkus (1919) y Günstling der Zarin (1921).

## Biografía
Nacido en una familia judía en Viena el 27 de febrero de 1884, Robert Winterberg era hijo del periodista Friedrich W. Winterberg (1835-1908), fundador del periódico vienés Wiener Kommunalblatt. Su madre era Pauline Schönfeld. A los 14 años decidió dejar de practicar su religión judía.
Winterberg estudió música de forma privada con Gustav Mahler, Robert Fuchs y Hermann Grädener. A la edad de 15 años produjo sus primeras composiciones musicales que incluían una sonata para piano, un cuarteto de cuerdas y varias canciones artísticas. Unos años más tarde, el barítono Joseph Schwarz y la soprano Olga von Türk-Rohn dieron el primer concierto público de su música en la Ehrbar Saal (español: Salón Ehrbar) dentro del Palais Ehrbar con Winterberg como pianista. En 1906, Isabel de Rumania invitó a Türk-Rohn y Winterberg al castillo Peleș en Sinaia, donde dieron un concierto de la música de Winterberg para la reina.
La primera experiencia de Winterberg escribiendo música para teatro fue para una nueva puesta en escena de la obra de Paul Wertheimer Die Frau des Rajah (1906) en el Volkstheater en 1909, para la que escribió música incidental. En 1910 se casó con la actriz y cantante Margarete Isbary. Ese mismo año se representó en Viena su primera opereta, Fasching en París . A esto le siguieron dos operetas más escritas para teatros vieneses: Ihr Adjutant (1911, Theater an der Wien) y Madame Serafin (1911, estrenada en el Neuen Operntheater de Hamburgo, pero fue una coproducción con el Johann Strauss Theater de Viena).

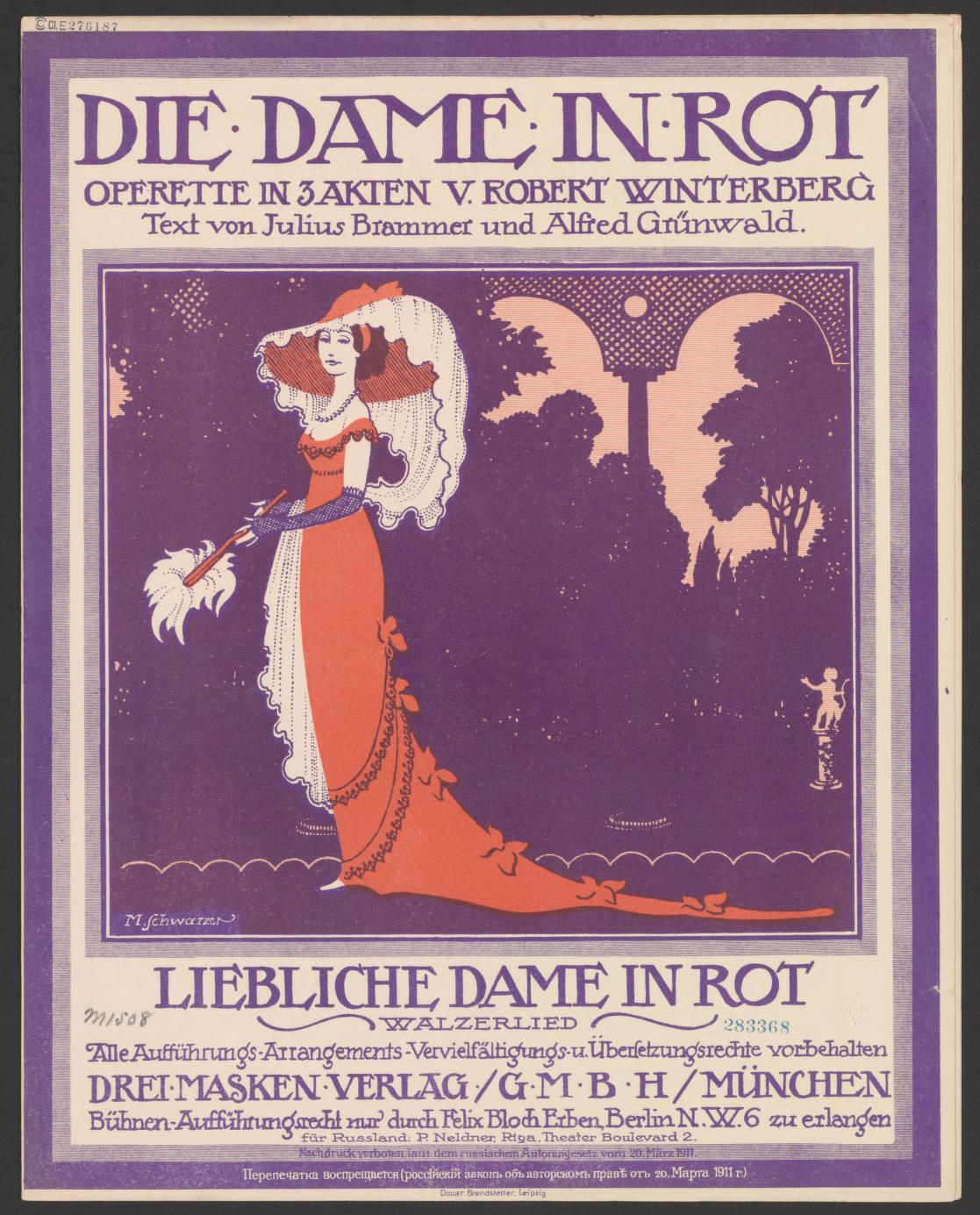
Portada de la partitura de Die Dame in Rot de Winterberg (1911).

Las primeras operetas de Winterberg en Viena no tuvieron mucho éxito y se mudó a Berlín con la esperanza de lograr un mayor éxito en esa ciudad. Allí obtuvo su primer gran éxito como compositor con la opereta Die Dame in Rot en el Theatre des Westens en 1911. Bien recibida, la obra gozó de popularidad tanto en Alemania como en el extranjero. La dramaturga estadounidense Anne Caldwell lo adaptó a una versión en inglés para Broadway titulada La dama de rojo, protagonizada por Adele Rowland. Se representó en el Lyric Theatre en 1919 antes de realizar una gira nacional.
Die Dame in Rot fue la segunda opereta de Winterberg en llegar a los escenarios de Broadway. Su opereta Die schöne Schwedin de 1915 (en español: La hermosa sueca) se estrenó en el Theatre an der Wien y fue la primera opereta que ganó atractivo popular en Viena. Fue adaptada por Sigmund Romberg, Edgar Smith y Matthew C. Woodward en La chica de Brasil. Esta versión modificada de la opereta de Winterberg se estrenó en el 44th Street Theatre de Broadway el 30 de agosto de 1916 y disfrutó de 61 funciones en Nueva York antes de salir de gira.
El mayor éxito de Winterberg como compositor de operetas entre el público europeo fue Die Dame vom Zirkus (1919) y Günstling der Zarin (1921). Sus operetas se representaron en ciudades de Alemania, Austria, Letonia y Checoslovaquia durante su vida, a veces con Winterberg dirigiendo o escenificando las representaciones.
En 1925 Winterberg se casó con su segunda esposa, Hedwig Russak, en Berlín. Murió de una infección pulmonar en Töpchin el 22 de junio de 1930.

## Lista parcial de operetas
- Fasching in Paris [3]
- Ihr Adjutant [1]
- Madame Serafín [1]
- Die Dame in Rot [1]
- Hoheit – der Franz! [1]
- Die schöne Schwedin [1]
- Graf Habenichts [1]
- Die Dame vom Zirkus [1]
- Der alte Dessauer [1]